# تمطر رجالا (أغنية ريانا)
ريننغ مين هي أغنية سجلتها المغنية البربادوسية ريانا من ألبومها الخامس, لاود(2010). الأغنية من كتابة ميلفين هوغ II, ريفيلينو وتر، تيموثي توماس، ثيرون توماس و أونيكا ماراج, من إنتاج ميل وموس و كوك هاريل، تم إرسال الأغنية إلى إيربان راديو في 7 ديسمبر, 2010, كالأغنية المنفردة الثالثة من الألبوم في الولايات المتحدة، وأعيد إرسال الأغنية إلى إيربان راديو في 25 يناير, 2011. الأغنية هي هيب هوب، مع اشتراك الرابر نيكي مناج. كلمات الأغنية تدور حول كيف أن هناك لا نهاية إلى الرجال المتاحة في العالم. تلقت الأغنية ردود فعل مختلطة من نقاد الموسيقى; أشاد البعض على تعاون ريانا مع نيكي، في حين لاحظ الآخرين بأن الأغنية تشبه أغنية بيونسي نولز «ديفا», من ناحية التكوين والفكرة. لم يتم تصوير فيديو مصور ولا عروض متلفزة كجزء من الترويج. الأغنية أدرجت في جولة لاود (2011).

## الأداء التجاري

### آسيا
الأغنية دخلت كوريا الجنوبية لأول مرة في المركز الواحد والأربعون يوم 14 نوفمبر, 2010, وتراجعت إلى المركز الخامس والثمانون في الأسبوع التالي قبل خروجها من المخطط.

### أوروبا
دخلت المملكة المتحدة لأول مرة وبلغت ذروتها في المركز المائة والثاني والأربعون يوم 27 نوفمبر, 2010. كانت الأغنية أكثر نجاحاً في آر أند بي المملكة المتحدة، حيث بلغت ذروتها في المركز الثلاثون.

### أمريكا الشمالية
بلغت ذروتها في المركز الحادي عشر في بيلبورد تحت الهوت 100. الأغنية دخلت بيلبورد هوت أغاني آر أند بي/هيب-هوب لأول مرة في المركز التاسع والستون يوم 25 ديسمبر, 2010. بلغت ذروتها في المركز الثامن والأربعون.

## قائمة أغاني الأغنية المنفردة
- نسخة الألبوم[8]

1. «ريننغ مين» (مع نيكي مناج) – 3:44

## الرسوم البيانية
| المخطط (2010)                       | المركز | المصادر |
| ----------------------------------- | ------ | ------- |
| كوريا الجنوبية                      | 41     | [ 1 ]   |
| آر أند بي المملكة المتحدة           | 30     | [ 4 ]   |
| المملكة المتحدة                     | 142    | [ 3 ]   |
| بيلبورد تحت الهوت 100               | 11     | [ 5 ]   |
| بيلبورد هوت أغاني آر أند بي/هيب-هوب | 69     | [ 6 ]   |

| المخطط (2011)                       | المركز | المصادر |
| ----------------------------------- | ------ | ------- |
| بيلبورد هوت أغاني آر أند بي/هيب-هوب | 48     | [ 7 ]   |

## تاريخ الإصدار
| الدولة           | التاريخ        | نوع التحميل                | شركة الإنتاج    | المصادر |
| ---------------- | -------------- | -------------------------- | --------------- | ------- |
| الولايات المتحدة | 7 ديسمبر, 2010 | إيربان راديو               | تسجيلات ديف جام | [ 9 ]   |
| الولايات المتحدة | 25 يناير, 2011 | إيربان راديو (إعادة إصدار) | تسجيلات ديف جام | [ 10 ]  |